# Fedecommesso
Il fedecommesso (dal latino fideicommissum, derivato a sua volta da fides, 'fiducia', e committere, 'affidare') o sostituzione fedecommissaria è una disposizione testamentaria attraverso la quale il testatore istituisce erede (nel qual caso si parla di "fedecommesso universale" o "eredità fedecommissaria") o legatario un soggetto determinato (detto "istituito") con l'obbligo di conservare i beni ricevuti, che alla sua morte andranno automaticamente a un soggetto diverso (detto "sostituito") indicato dal testatore stesso. Una variante meno stringente è il fedecommesso de residuo, che non impone all'istituito di conservare i beni ricevuti, sicché la successione del sostituito è limitata a quelli non alienati.
Ad esempio, si ha fedecommesso qualora Tizio, testatore, nomini Caio suo erede, con l'obbligo di conservare il proprio patrimonio che al momento della morte di Caio andrà a Sempronio, in modo che la seconda successione operi automaticamente, indipendentemente da una manifestazione di volontà del primo chiamato all'eredità.

## Storia
L'istituto del fedecommesso origina nel diritto romano dove ebbe un'ampia diffusione, anche come espediente per aggirare le norme che escludevano in tutto o in parte dalla successione certe categorie di persone (ad esempio le donne, ai sensi della Lex Voconia del 169 a.C.). Inizialmente fonte di un semplice obbligo morale per l'istituito, solo con Augusto fu stabilito che, in caso di inadempimento particolarmente riprovevole, il sostituito potesse rivolgersi extra ordinem a uno speciale pretore (praetor fideicommissarius); tale rimedio fu poi esteso da Claudio ad ogni tipo di fedecommesso. Particolare rilievo ebbe il cosiddetto "fedecommesso di famiglia", grazie al quale s'impediva l'alienazione di un fondo o di una casa al di fuori della famiglia, dovendo essere trasmessi intatti dall'uno all'altro membro della stessa, secondo le disposizioni del testatore. Giustiniano parificò i fedecommessi ai legati e stabilì che il fedecommesso di famiglia non potesse estendersi oltre quattro generazioni.
Riscoperto dai Glossatori, il fedecommesso fu largamente impiegato, a partire dal XVI secolo, dalle classi aristocratiche (ma anche borghesi) per mantenere inalterata più a lungo possibile la potenza economica della famiglia, divenendo così uno degli istituti caratteristici dell'Ancien Régime. In particolare, tale funzione fu svolta dal fedecommesso di famiglia per il quale non solo era caduto il limite giustinianeo delle quattro generazioni, ma si era addirittura riconosciuta la possibilità di costituzione con atto tra vivi oltre che con testamento.
Secondo Montesquieu il fedecommesso era da considerarsi negativo nel regime aristocratico ma positivo in quello monarchico. Con il diffondersi delle idee illuministiche, però, l'istituto cominciò ad essere visto come un ostacolo alla libera circolazione dei beni, il che portò a limitazioni all'epoca del cosiddetto Dispotismo illuminato e alla sua abolizione in Francia nel 1792 durante la Rivoluzione. L'abolizione fu confermata dal Code Napoléon e, sulla scorta di questo, si diffuse al di fuori dei confini francesi, nonostante una breve reviviscenza durante la Restaurazione. L'istituto sopravvisse più a lungo in alcune parti d'Europa: in Germania ed Austria il Familienfideikommiss fu abolito solo nel 1938, mentre in Svezia ne rimangono ancora in vita alcuni, seppur solo fino alla morte dell'attuale titolare.
Si ritiene che il fedecommesso sia uno dei precursori del trust, istituto giuridico caratteristico dei paesi di common law. In effetti, il fedecommesso può essere visto come una sorta di "trust testamentario", ma gli ordinamenti dell'Europa continentale non giunsero mai a sviluppare l'istituto del trust inter vivos cui, invece, approdò l'ordinamento inglese.  

## Ordinamento italiano
Nell'ordinamento italiano, il fedecommesso è vietato fin dal Codice civile del 1865, che all'art. 899, a imitazione dell'art. 896 del Code Napoléon, sanciva la nullità di "qualunque disposizione con la quale l'erede o il legatario è gravato con qualsivoglia espressione di conservare e restituire ad una terza persona".
Il Codice civile vigente ha mantenuto il divieto, sancito dall'ultimo comma dell'art. 692, prevedendo però nello stesso articolo una deroga: infatti, il testo vigente dopo le modifiche apportate dalla legge 19 maggio 1975, n. 151 (Riforma del diritto di famiglia), consente la sostituzione fedecommissaria nel caso l'istituito sia un interdetto (o un minore in condizioni di abituale infermità di mente tali da far presumere che sarà pronunciata l'interdizione), figlio, discendente o coniuge del testatore, e il sostituito sia la persona o l'ente che, sotto la vigilanza del tutore, ha avuto cura dell'interdetto medesimo (cosiddetto "fedecommesso assistenziale").